# リトル・ドラマー・ガール 愛を演じるスパイ
『リトル・ドラマー・ガール 愛を演じるスパイ』（リトル・ドラマー・ガール あいをえんじるスパイ、The Little Drummer Girl ）は、2018年にイギリスのBBC Oneで放送されたテレビミニシリーズ。全6話。パク・チャヌク監督の初のテレビドラマ作品で、出演はフローレンス・ピュー、マイケル・シャノン、アレキサンダー・スカルスガルドなど。原作はジョン・ル・カレの1983年のスパイ小説『リトル・ドラマー・ガール』。中東情勢の緊張が高まっている1970年代を舞台に諜報と国際的陰謀を描く愛と裏切りの物語である。
同じ原作の映像化作品には1984年のアメリカ合衆国の映画『リトル・ドラマー・ガール』（監督：ジョージ・ロイ・ヒル、主演：ダイアン・キートン）がある。
日本では全8話に編集されたものがWOWOWプライムで2019年7月13日と14日の2日間で一挙放送された。

## ストーリー
オリジナル作品では全6話の内容が全8話に編集され、以下の日本語タイトルがつけられている。
1. オーディション
2. 恐怖のスカウト
3. 二人きりのエチュード
4. 幕開け
5. 喝采のあとで
6. 荒野のドラマ
7. 危険な独り芝居
8. カーテンコール

## キャスト
※カッコ内は日本語吹替
- チャーミアン（チャーリー）・ロス: フローレンス・ピュー（田野アサミ） - ロンドンの小劇場の舞台女優。
- マーティン（マーティ）・クルツ/シュールマン/ラファエル: マイケル・シャノン（斎藤志郎） - イスラエル諜報機関（モサド）のベテラン工作員。
- ギャディ・ベッカー/ペーター・リヒトホーフェン/ジョゼフ: アレキサンダー・スカルスガルド（大泊貴揮） - クルツのチームのメンバー。
- シモン・リトヴァク: ミハエル・モショノフ（英語版）（丸山智行） - クルツの部下で右腕。
- レイチェル: シモーナ・ブラウン（英語版）（寺依沙織） - クルツの部下。
- アントン・メスターバイン: ジェフ・ウィルブッシュ（ドイツ語版） - テロリストの仲間。スイスの弁護士。
- ミス・バック/ジョアンナ: クレア・ホルマン（英語版）（所河ひとみ） - クルツの部下。
- ダニエル: ダニエル・リットマン（英語版）（福西勝也） - クルツの部下。
- ローズ: ケイト・サンプター（中村綾） - クルツの部下。
- シュヴィリ: ゲンナジー・フレイシャー（露木徳幸） - クルツの部下。ベテランの偽造職人。
- ロッシーノ: アレッサンドロ・ピアヴァーニ - テロリストの仲間。イタリア人ジャーナリスト。
- ミシェル/サリム・アル＝ハダル: アミール・ホーリー（木村隼人） - パレスチナのテロリスト。
- ピクトン: チャールズ・ダンス（勝部演之） - イギリス情報機関の部長。クルツの協力者だが老獪。
- パウル・アレクシス: アレクサンダー・バイヤー（英語版）（武田太一） - ドイツ内務省のクルツの協力者。
- ファトメー・アル＝ハダル: ルブナ・アザバル（英語版） - サリムの姉。医師。
- アル: マックス・アイアンズ - チャーリーの役者仲間で恋人。
- ヘルガ・スタン: カタリーナ・シュットラー（英語版） - テロリストの仲間。急進的な牧師の娘。
- ウィリー: エドワード・デイヴィス - チャーリーの役者仲間。
- ポーリー: トム・ハンソン - チャーリーの役者仲間。
- ソフィー: ベサニー・ミューア - チャーリーの役者仲間。
- ハリール・アル＝ハダル: シャリフ・ガッタス（奥田隆仁） - パレスチナのテロリスト。サリムの兄。爆弾作りの天才。
- アンナ・ウィトゲン: イーベン・オーケルリー（ノルウェー語版）（杉山里穂） - 爆破テロ実行犯。サリムと恋仲。スウェーデン人。
- ノア・ギャヴロン: シュロモ・バル＝アバ（ヘブライ語版） - クルツの上司。
- タイエー隊長: アデル・バンシェリフ（英語版） - テロリストグループの戦闘訓練キャンプのリーダー。
- オーストリアのウェイター: ジョン・ル・カレ（カメオ出演）[5]

## 作品の評価
Rotten Tomatoesによれば、批評家の一致した見解は「『リトル・ドラマー・ガール 愛を演じるスパイ』は、確実なプロット、並外れたアートディレクション、そして一様に素晴らしいキャストによるしっかりしたビートのおかげで、くすぶるような展開の遅さも我慢できるものになっている。」であり、67件の評論のうち高評価は95%にあたる60件で、平均で10点満点中7.77点を得ている。
Metacriticによれば、18件の評論のうち15件が高評価で3件が賛否混在、低評価はなく、平均で100点満点中75点を得ている。